# Kopenhagen psalter

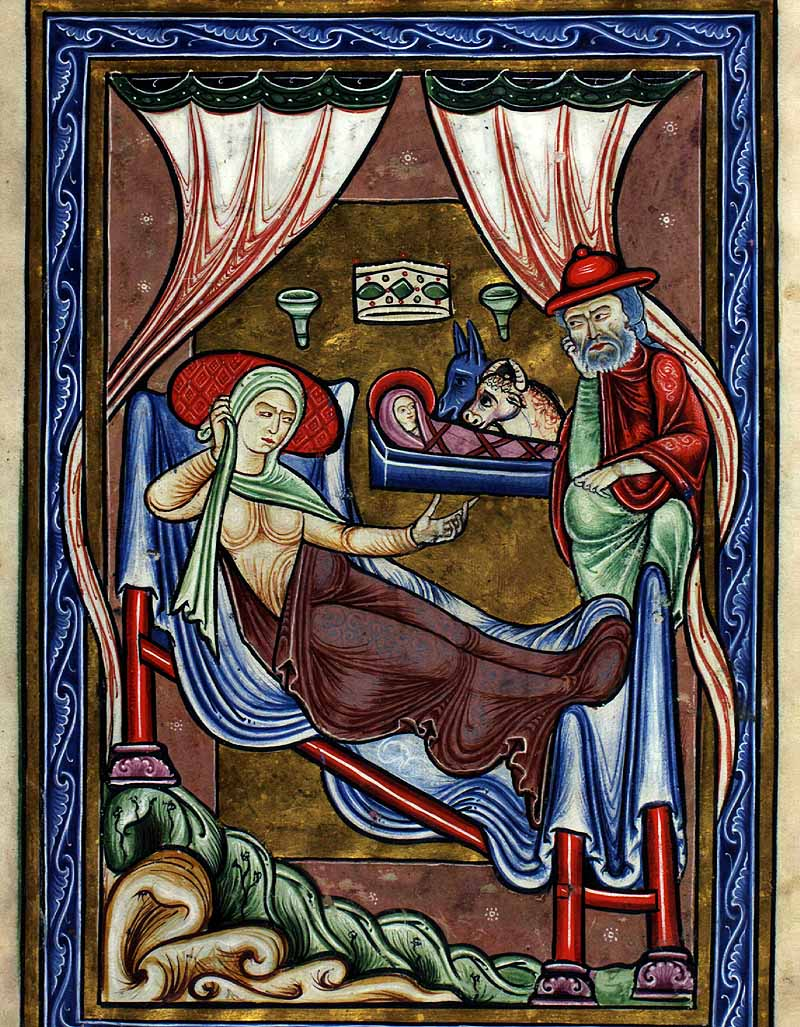
De geboorte van Jezus

Het Kopenhagen Psalter is een verlucht psalter gemaakt omstreeks het derde kwart van de 12e eeuw. Het handschrift wordt vandaag bewaard in de Kongelige Bibliotek in Kopenhagen, Denemarken met als signatuur MS Thott 143 2°.

## Codicologische informatie
Het psalter bevat 199 perkamenten folia van 286 x 198 mm. De tekst in het handschrift is geschreven in het Latijn in een littera textualis in één kolom met 22 lijnen per blad. Het boek bevat naast een heiligenkalender de 150 psalmen toegeschreven aan Koning David, hymnen en kantieken de Litanie van alle Heiligen en enkele andere gebeden.
Na de kalender volgen in het psalter 16 afbeeldingen met scènes uit het leven van Christus zonder begeleidende tekst, de reeks afbeeldingen, voorloper van de illustratie van de Mariagetijden in de latere getijdenboeken, is niet volledig: de afbeeldingen van het Oude Testament die in andere gelijkaardige psalters voorkomen ontbreken hier. Er ontbreekt waarschijnlijk een volledig katern tussen de huidige folia 7 en 8, dat vroeger 16 miniaturen over het Oude Testament bevatte, zoals gebruikelijk was in vergelijkbare psalters. Naast de 16 volbladminiaturen bevat het psalter 166 gehistorieerde en gedecoreerde initialen.

## Inhoud
- f2r-f7v: Kalender
- f8r-f15vr: Volbladminiaturen met afbeeldingen uit het leven van Christus
- f16v: Gebed ‘Suscipere digneris’
- f17r-f174r: Psalmen
- f174v-f199v:Kantieken, hymnen, litanie en gebeden

## Herkomst en datering

### Datering
Gezien Thomas Becket niet in de heiligenkalender voorkomt, gaat men ervan uit dat het handschrift ontstond voor 1173. Er bestaat een consensus tussen de onderzoekers om het psalter te dateren omstreeks 1170, maar over de herkomst en de opdrachtgever is men het minder eens.

### Opdrachtgever
Patricia Stirnemann vermoedt dat het psalter gemaakt werd voor de kroning van Knoet VI tot medekoning van zijn vader Waldemar I van Denemarken in 1170. De jonge medekoning was toen maar 7 jaar oud. Het handschrift zou besteld geweest zijn door de aartsbisschop Eskil van Lund die belast werd met de kroning van de zoon van Waldemar en met de translatie van de heilig verklaarde Knoet Lavard, de vader van Waldemar, naar het klooster van Ringsted. Het psalter zou bedoeld geweest zijn als geschenk voor de jonge Knoet. Het alfabet dat ingevoegd is voor het Onzevader zou dan gediend hebben om de jonge Knoet te leren lezen.
Op f1r van het psalter vindt men een tekst met een ‘Reliquarium enumeratio‘ (een inventaris van relieken). Dergelijke lijsten komen vaak voor in middeleeuwse boeken, ze werden door de eigenaars van de kostbare relieken ingeschreven op een lege bladzijde van een kostbaar boek dat ze in hun bezit hadden. Op die wijze kan men, als men de eigenaars van de verzameling relieken kent, hieruit de eigenaar van het boek afleiden. Maar de lijn die de naam van de eigenaar bevatte is later weggeschraapt. Alleen het eerste woord ‘dominus’ is nog duidelijk leesbaar, waaruit valt af te leiden dat de relieken in het bezit waren van een persoon en niet van een klooster of een andere gemeenschap. De lijst van de relieken is wel grotendeels bewaard gebleven en bevat een reliek van Thomas Becket, waaruit men kan besluiten dat de lijst dateert van na 1173. Christopher Norton kwam uit onderzoek van de reliekenlijst tot de conclusie dat die zouden hebben toebehoord aan Magnus V, koning van Noorwegen en bewaard werden in de kathedraal van Nidaros, nu Trondheim. Het psalter zou dan het eigendom zijn geweest van koning Magnus, die ook de opdrachtgever zou zijn geweest.
Christopher de Hamel meent dat hij de weggeschraapte naam gedeeltelijk kon ontcijferen tot ‘uualdemarus’ dus Waldemar I  koning van Denemarken en hertog van Jutland. Hij was de grootvader van koning Abel wiens vrouw Mechtildis van Holstein, het boek in haar bezit had in de dertiende eeuw. Een notitie over de dood in 1272 van Erik, hertog van Jutland en zoon van koning Abel werd toegevoegd aan de kalenderbladzijde van mei op de 27e dag
Het gebed op f16v, Supicere digneris, leidt volgens Erik Petersen tot andere conclusies. Het is een vrouw die bidt zoals blijkt uit het ‘pro me misera peccatrice’. Ze bidt dus voor zichzelf en voor de zielrust van haar vader en moeder, voor haar broers, haar zussen en alle ‘familiares’ van de kloostergemeenschap waarin ze verbleef. Ze bad ook voor de ziel van hertog Birger (‘pro anima Byrgei ducis’). De onderzoekers dachten hierbij aan Birger Jarl een lid van de Zweedse Folkungar familie die het psalter in haar bezit zou gehad hebben. Het boek ging dan later naar Mechtildis de moeder van Eric van Jutland en weduwe van koning Abel die in 1252 opnieuw in het huwelijk trad met een jongere Birger. De obituaire notitie bij de maand mei en het gebed werden verondersteld op Mechtildis terug te gaan. Paleografisch onderzoek van de tekst heeft uitgewezen dat het gebed werd toegevoegd op het einde van de 13e eeuw en dat Mechtildis bijgevolg niet de ik-persoon van het gebed is. De Byrgeris dux zou dan ook op de jonge Birger Jarl wijzen. De biddende vrouw was misschien een onbekende dochter van Mechtildis en de zus van Erik van Jutland, die in een klooster verbleef na 1288 (sterfjaar van Mechtildis) en het psalter in haar bezit had.

### Herkomst
Men is dus allesbehalve zeker over de opdrachtgever van het psalter en ook waar het gemaakt werd blijkt een zaak van hypotheses. Een van de miniaturisten kan geïdentificeerd worden als de ‘Simon-meester’ die werkte voor abt Simon van de abdij van Sint-Albanus. Hij is ook actief geweest bij de Augustijnen van Sint Victor in Parijs en op andere plaatsen in Frankrijk, Engeland en Duitsland. De gebruikte heiligenkalender is augustijns en als Eskil de opdrachtgever van het boek was is het mogelijk dat het handschrift werd gemaakt bij Sint-Victor in Parijs. Maar gezien de artiesten die aan het handschrift werkten waarschijnlijk ambulante ambachtslui waren zoals de Simon-meester, kan het handschrift eigenlijk om het even waar gemaakt zijn, zelfs in Denemarken. In de literatuur wordt dikwijls gesteld dat het handschrift gemaakt zou zijn in Noord-Engeland in een vestiging van de Augustijnen in York of Lincoln, zonder dat hiervoor echt bewijs wordt geleverd.

## Geschiedenis
De eerste zekere verwijzing naar het psalter is een kopie van de kalender door de Duitse humanist en theoloog Johann Albert Fabricius (1668-1736).  Die moet zijn informatie gehaald hebben bij Johann Heinrich von Seelen (1687-1762) die een exacte beschrijving van het handschrift publiceerde in 1737 in Lübeck. Von Seelen vermeldde dat het boek had toebehoord aan Rudolphus Capellus (1635-1684) die professor Grieks en geschiedenis was aan het Gymnasium Academicum in Hamburg. Zelf had hij de codex gekregen van zijn vriend Michael Richey (1678-1761). Fabricus maakte waarschijnlijk zijn kopie toen het psalter zich bij Richey bevond. Na het overlijden van Rudolphus Capellus kwam het psalter in het bezit van diens zoon Dietericus Matthias Capellus (1672-1720). Het werd verkocht met de rest van de verzameling van Capellus in 1721 en toen aangekocht door Richey. Waar Capellus het handschrift vandaan had is onzeker maar het is mogelijk dat het afkomstig was van het benedictijns nonnenklooster in Buxtehude dat werd opgeheven in de periode dat Capellus het handschrift verwierf. Door Richey werd het handschrift verkocht aan de Deense verzamelaar graaf Otto Thott (1703-1785) die zijn collectie naliet aan de Deense Koninklijke Bibliotheek.

## Verluchting
Er waren meerdere miniaturisten bij het handschrift betrokken. De eerste hand schilderde de volbladminiaturen en de initialen op de folia 72 tot 119. De folia 17 tot 71 zijn van een andere hand. De folia 144 -190 zijn van de hand van de Simon-meester. De gehistorieerde en gedecoreerde initialen zijn geschilderd in de Kanaalstijl.

## Weblinks
- The Copenhagen Psalter online bekijken

Albanus Psalter · Anglo-Catalaans psalter · Arundel psalter · Psalter van Blanche van Castilië · Cathach van Sint-Columba · Dagulf-psalter · Eadwine psalter · Fécamp psalter · Harley psalter · Hunter psalter · Ingeborgpsalter · Kopenhagen psalter · Leidse Psalter van Lodewijk de Heilige · Psalter van Jean de Berry · Psalter van Lodewijk de Duitser · Luttrell psalter · Macclesfield Psalter · Parijse Psalter van Lodewijk de Heilige · Melisende Psalter · Queen Mary Psalter · Tiberius Psalter · Utrechts Psalter · Wachtendonckse Psalmen